# Ana (película de 2020)
Ana (estrenada en algunos territorios como The Guardian) es una película de comedia dramática estadounidense de 2020 dirigida por Charles McDougall y escrita por Cris Cole, a partir de una historia de McDougall, Cole, Luillo Ruiz y Jorge González. La película está ambientada en Puerto Rico después del devastador huracán María de 2017, y está protagonizada por Andy García como el vendedor de autos usados con dificultades Rafael "Rafa" Rodríguez y Dafne Keen como Ana, una niña de 12 años puesta al cuidado de Rafa como la dos se embarcan en un viaje por carretera a través de Puerto Rico. La película también presenta a Jeanne Tripplehorn, Lauren Vélez y Ramón Franco en papeles secundarios.
La película fue lanzada en vídeo a pedido por Gravitas Ventures el 3 de enero de 2020.

## Argumento
Después del huracán María, Puerto Rico enfrenta una grave recesión económica. José María Vega se postula para Gobernador de Puerto Rico, a pesar de las acusaciones de financiamiento ilegal de campañas. En San Juan, Rafael "Rafa" Rodríguez es un vendedor de autos con dificultades que se mudó de Florida después de separarse de sus hijos.
Rafa descubre a Ana, de 12 años, que vive al otro lado de la calle del patio de su automóvil, escondida después del arresto de su madre. Inicialmente planeando llevar a Ana a los servicios sociales, Rafa se siente culpable ante la perspectiva de padres adoptivos negligentes. Rafa se horroriza al descubrir que todos sus coches han sido embargados por no pagar los préstamos. Rafa deja a Ana con el novio abusivo de su madre y se va a una pelea de gallos. Ana lo sigue en secreto y lo ve perder $5000 dólares y el usurero Diego le advierte que tiene cinco días para pagar.
Ana se enfrenta a Rafa, alegando que necesita ayuda para reunir el dinero antes de la fecha límite. Rafa visita a la madre de Ana en la cárcel y descubre que el padre de Ana vive al otro lado de Puerto Rico. Rafa y Ana partieron juntos, para entregar a Ana a su padre y recaudar dinero. Rafa y Ana visitan a Camila, una ex amante de Rafa que le debe $1000 dólares. Rafa duda en pedirle a Camila su dinero dada la crisis financiera, pero Ana es contundente y obliga a Camila a pagar.
Durante el viaje, Ana intenta formas ilegales de recaudar dinero, desde no pagar la gasolina y comprar alcohol ilegal para revender. Rafa se resiste, teme que Ana termine como su madre y trata de inculcarle valores. Rafa lleva a Ana a un espiráculo, contándole la fábula de un hombre que se cayó y casi se ahoga, pero que Dios lo salvó por su honestidad y humildad cuando el agua salió por el espiráculo. Rafa reconoce que algunos de los métodos de Ana pueden ser necesarios para recaudar el dinero.
Rafa le recuerda a Ana que tiene que vivir con su padre una vez que lleguen. Diego llama a Rafa, habiendo descubierto que se ha ido de San Juan y que todos sus autos se han ido, pero Rafa le asegura a Diego que le devolverá el dinero. Al encontrar al padre de Ana, Rafa y Ana descubren que él dice que no es su padre y que tiene otra familia. Rafa no sabe qué hacer con Ana. Temiendo que Rafa la lleve a un hogar de acogida, Ana huye. Después de que se reencuentran, Rafa está furioso y lleva a Ana a una iglesia, con la esperanza de encontrarle un hogar.
Ana finge estar discapacitada para cobrar dinero a los feligreses. Se descubre su engaño y la pastora de la iglesia, Helen, obliga a Ana a realizar un trabajo voluntario. Al darse cuenta de que la generosidad de los feligreses hacia Ana podría ser explotada, Helen hace que Ana finja que su discapacidad fue curada por un orificio nasal y le promete a Ana un porcentaje del dinero recaudado. Rafa es inicialmente solidario. Camila asiste a la iglesia y reconoce a Ana, horrorizada por el engaño. Rafa se da cuenta de la inmoralidad del esquema. Sin embargo, Ana se siente como en casa en la iglesia y quiere quedarse, dejando que Rafa regrese a San Juan.
Admitiendo a Diego que no puede pagar, Rafa se escapa de uno de los matones de Diego y visita a Ana. Ana parece feliz en la iglesia; sin embargo, le da a Rafa un panfleto con "$5000 dólares" escrito en él, lo que implica que todavía está recaudando el dinero para él. Rafa es arrestado por posesión de alcohol ilegal.
Ana le pide a Helen su parte del dinero. Helen revela que la parte de Ana ha sido donada a la campaña de Vega, revelando que la iglesia es parte del financiamiento ilegal. Ana sale de la iglesia y viaja hacia el espiráculo, llegando a una epifanía. Al contactar a Diego, Ana propone un plan: Diego paga la fianza de Rafa y se hace pasar por un agente del IRS para obligar a Helen, utilizando una grabación que Ana hizo de su admisión, a devolver el dinero o enfrentarse a la cárcel por fraude. Se devuelve el dinero de Diego en su totalidad y se libera a Rafa.
Al regresar a San Juan, Rafa reabre su patio de autos con el dinero sobrante. Vega es arrestado por financiar campañas ilegales. La madre de Ana es liberada y deja a su novio. Ana trabaja en el estacionamiento de autos y sigue siendo amiga cercana de Rafa, quien se ha reunido con sus hijos.

## Reparto
- Andy García como Rafael "Rafa" Rodriguez, un vendedor de autos usados de Florida con dificultades que se mudó a Puerto Rico después de separarse de sus hijos. A pesar de su cinismo por sus fracasos en la vida y su adicción a apostar en las peleas de gallos, Rafa es una persona fundamentalmente moral que cree en la honestidad y la humildad.
- Dafne Keen como Ana, una niña de 12 años que se queda sin padres cuando arrestan a su madre soltera. A pesar de su predicamento, Ana es vivaz y optimista, a menudo animando a Rafa a "mostrar algo de prisa", pero carece de la brújula moral de Rafa cuando se trata de usar el crimen y la manipulación para salir adelante.
- Jeanne Tripplehorn como Helen, el pastor de una iglesia que acoge a Ana y la usa para aumentar las donaciones a la iglesia, y al hacerlo revela que la iglesia tiene conexiones ilegales con un candidato político.
- Lauren Vélez (acreditada como Luna Lauren Vélez) como Camila, una ex amante de Rafa que le debe dinero. Ella dice estar muy afectada por la recesión económica, pero Ana descubre que está acumulando dinero y artículos caros, sin embargo, se muestra que tiene una brújula moral.
- Ramón Franco como Diego, un usurero al que Rafa le debe dinero. Persigue violentamente a los que no le pagan, pero se compadece de Rafa después de que Ana le propone un plan por el cual Diego ayuda a Rafa a devolver el dinero.

La película también presenta papeles secundarios de Blas Sien Díaz como el secuaz de Diego, Miguel, Alexon Duprey como el corrupto candidato político José María Vega, Aris Mejias como la madre de Ana y María Coral Otero Soto como la líder de un campamento de verano de la iglesia al que Ana asiste.

## Producción
Dafne Keen hizo su debut cinematográfico en 2017, interpretando el papel principal de Laura/X-23 en Logan, una entrega independiente de la franquicia X-Men. Logan fue un éxito de crítica y comercial y la actuación de Keen fue bien recibida, lo que le valió un Premio Empire a la Mejor Revelación Femenina en la 23° edición de los Premios Empire. A pesar de no tener un agente de talentos en ese momento, Keen rápidamente firmó para protagonizar el personaje principal de Ana, un drama de viaje por carretera escrito por Cris Cole, dirigido por Charles McDougall y producido por Luillo Ruiz a través de su productora Pimienta. En mayo de 2017, se anunció oficialmente que Keen protagonizaría junto al actor puertorriqueño Luis Guzmán.
Cuando comenzó el rodaje de la película en julio de 2017, Guzmán había sido reemplazado por Andy García. Keen confirmó en su página de Twitter en agosto de 2017 que el rodaje estaba en marcha con García en el papel principal. Durante el rodaje, se esperaba que la empresa de distribución AMP International se encargara de la distribución internacional de la película, descrita como una historia que sigue a "un pilluelo inteligente y un vendedor de autos desamparado económicamente cuya amistad florece después de un encuentro casual. La pareja se embarca en un viaje por carretera a intenta salvarlo de la bancarrota... o algo peor".
La película fue filmada en su totalidad en Puerto Rico por un equipo puertorriqueño. Sobre esta decisión, el productor Luillo Ruiz dijo: "Este es un proyecto muy querido para nosotros sobre una isla, una niña, una figura paterna y este asombroso viaje de autodescubrimiento. Tuvimos la suerte de contar con dos actores brillantes, Andy [García] y Dafne [Keen], cuya química brilla en la pantalla. Le dan una profundidad increíble a este dúo improbable. Fue filmado completamente en Puerto Rico por un equipo puertorriqueño y el resultado es fantástico".

## Estreno
En diciembre de 2019, los derechos de distribución de la película fueron adquiridos por la empresa de distribución en línea Gravitas Ventures. Para entonces, Keen había comenzado a protagonizar la serie de televisión de BBC/HBO La Materia Oscura, basada en la trilogía de novelas de fantasía del mismo nombre del novelista inglés Philip Pullman. Keen interpretó al personaje principal de la serie Lyra Belacqua/Lyra Silvertongue y recibió elogios por su actuación.
Sobre la película, el vicepresidente de adquisiciones de Gravitas Ventures, Tony Piantedosi, dijo que "[el director] Charles [McDougall] ha creado una road movie vibrante, reforzada por la animada relación entre Dafne [Keen] y Andy [García], que toda la familia puede disfrutar". Gravitas Ventures optó por darle a la película un estreno limitado en cines, mientras que también la lanzó a servicios de vídeo a pedido en todo el mundo el 3 de enero de 2020. En los Estados Unidos, la película estuvo disponible para su compra o alquiler en Amazon Prime Video, ITunes, Vudu y otros servicios similares.

## Recepción

### Crítica
Ana recibió críticas mixtas, con elogios por las actuaciones de García y Keen, el escenario puertorriqueño y el hecho de que la película evitaba las "trampas de una película de viaje por carretera".
Algunas críticas fueron muy positivas. Escribiendo para Cinema Babel, Garrett Eberhardt escribió que "Ana es una sorpresa encantadora, divertida y socialmente relevante", elogiando las actuaciones como el "latido de la película y lo que le da su poder y propósito". Eberhardt elogió la relación "sincera" entre los protagonistas y la cinematografía de Sonnel Velázquez (comparándola con la cinematografía de Vittorio Storaro para la película Apocalypse Now de 1979) que creía "mostraba los exuberantes y coloridos lugares de la isla puertorriqueña a lo largo de con algunas tomas alucinantes y trabajo de cámara". Eberhardt destacó el comentario social de la película, que presenta a un político corrupto que promete mejorar la vida de las personas, y el tema de "personas desesperadas... obligadas a hacer lo que deben para sobrevivir".
Otras críticas fueron mixtas, sin dejar de complementar las actuaciones de la película y el enfoque único del género de los viajes por carretera. La reseña de Cinemarter de la película la describió como "formulista", al tiempo que elogiaba el entorno puertorriqueño por ayudarlo a sobresalir y la química entre los protagonistas como "suficiente para que no fuera un mal reloj", y en última instancia calificó la película como una "película de viaje por carretera mejor que la media".
La reseña de Keith & the Movies se hizo eco de estos pensamientos, describiendo el escenario puertorriqueño como "convincente... y... un actor clave a lo largo de la película", elogiando particularmente la descripción de las secuelas económicas del huracán María. La reseña destacó la historia familiar de la película y describió la historia de la iglesia como un "golpe de velocidad", pero finalmente describió la película como "una película sorprendentemente dulce y sentida... llena de calidez y humor".
Del mismo modo, la reseña de Amari Allah para Wherever I Look elogió el "carisma y la presencia" de Keen y comparó su carrera ascendente con la de Natalie Portman en la década de 1990, escribiendo que Keen y García "mejoran la presencia del otro hasta el punto de que se pueden perdonar las deficiencias de la película. "Allah también elogió cómo la película "abordó [ed] todos los aspectos del post-huracán María Puerto Rico", mientras criticaba la escritura por ser "superficial" y la historia por "exagerar su bienvenida", sin dejar de admitir que la película es "firmemente... vale la pena verlo".